# 馬爾科·佩特科維奇
馬爾科·佩特科維奇（1992年9月3日—）是一位塞爾維亞足球運動員，在場上的位置是右後衛。他現在效力於塞爾維亞足球超級聯賽球隊貝爾格萊德紅星足球俱樂部。他也代表塞爾維亞U19和U21國家足球隊參賽。